# Stanley (Carolina del Nord)
Stanley és una població dels Estats Units a l'estat de Carolina del Nord. Segons el cens del 2000 tenia 3.053 habitants.

## Demografia
Segons el cens del 2000, Stanley tenia 3.053 habitants, 1.201 habitatges i 887 famílies. La densitat de població era de 512,5 habitants per km².
Dels 1.201 habitatges en un 35,5% hi vivien nens de menys de 18 anys, en un 55,7% hi vivien parelles casades, en un 14,7% dones solteres, i en un 26,1% no eren unitats familiars. En el 23,1% dels habitatges hi vivien persones soles el 8,7% de les quals corresponia a persones de 65 anys o més que vivien soles. El nombre mitjà de persones vivint en cada habitatge era de 2,54 i el nombre mitjà de persones que vivien en cada família era de 2,99.
Per edats la població es repartia de la següent manera: un 26,6% tenia menys de 18 anys, un 7,7% entre 18 i 24, un 32,2% entre 25 i 44, un 22% de 45 a 60 i un 11,5% 65 anys o més.
L'edat mediana era de 36 anys. Per cada 100 dones de 18 o més anys hi havia 87 homes.
La renda mediana per habitatge era de 35.867 $ i la renda mediana per família de 39.914 $. Els homes tenien una renda mediana de 36.932 $ mentre que les dones 21.178 $. La renda per capita de la població era de 17.403 $. Entorn del 9% de les famílies i el 10,6% de la població estaven per davall del llindar de pobresa.

## Poblacions més properes
El següent diagrama mostra les poblacions més properes.